# Schloss Aranjuez
Das Königliche Schloss von Aranjuez (spanisch Palacio Real de Aranjuez) ist ein barockes Schloss in der spanischen Stadt Aranjuez, ca. 50 Kilometer südlich von Madrid.

## Das Schloss

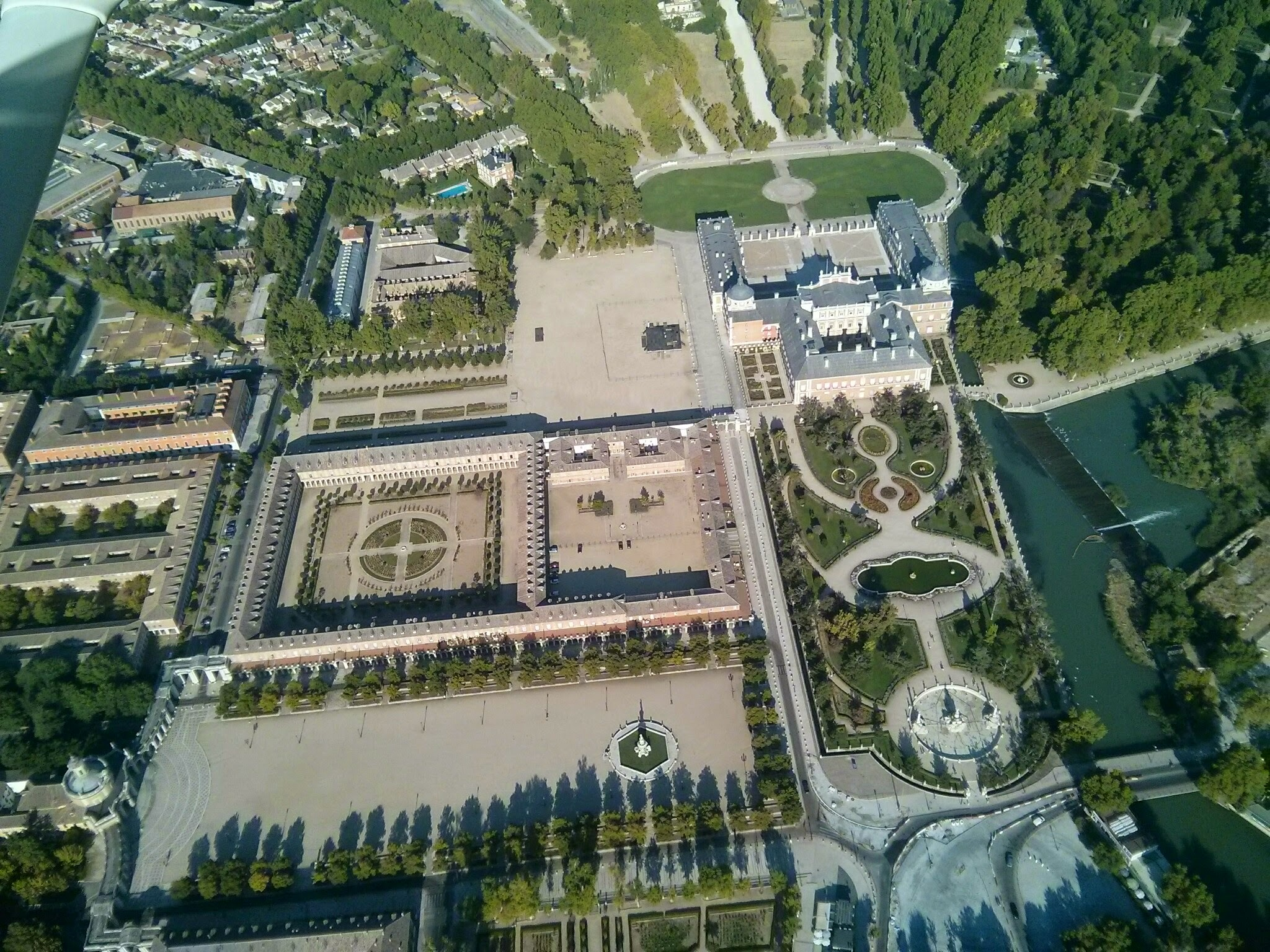
Luftbild von Schloss Aranjuez

Das Schloss wurde über den Resten eines Klosters errichtet, dessen Gelände im 16. Jahrhundert vom spanischen König erworben wurde. Bedingt durch die ansprechende Lage an einer Biegung des Tajo, wurde hier in den folgenden Jahrhunderten eine der Sommerresidenzen der Königsfamilie errichtet, die alljährlich in großen Umzugsaktionen bezogen wurde. Die Schlossanlage kann auf eine lange Baugeschichte zurückblicken, während der sie immer wieder erweitert und umgebaut wurde.
Philipp II. gab den ersten Bauauftrag um 1560 an Juan Bautista de Toledo. Die weitere Ausführung wurde von Juan de Herrera übernommen, der dem König auch schon beim Bau des Klosters El Escorial zur Seite gestanden hatte. Bei Abschluss der Bauarbeiten handelte es sich bei dem Schloss um einen vierflügeligen Renaissancebau mit Innenhof. In den folgenden Jahren wurden immer wieder kleinere und größere Änderungen vorgenommen. Philipp V. ließ das Schloss im 18. Jahrhundert zu einer großen Barockresidenz umbauen und neu dekorieren; auch der Schlosspark erhielt zu dieser Zeit sein jetziges Aussehen. Unter Karl III. wurden schließlich bis 1778 zwei weitere Flügel angefügt, die dem Schloss seine heutige Gestalt gaben und gemeinsam einen Ehrenhof schufen, vor dem sich der ovale Schlossplatz befindet.
Das Schloss bietet eine aufwendige Inneneinrichtung. Als Höhepunkte gelten der Porzellansalon, der Thronsaal und die Schlosskapelle; zudem sind im Schloss die Paradezimmer und privaten Wohnräume der Königsfamilie erhalten. Da die Residenz in Teilen ein Museum beherbergt, ist sie für Besucher zugänglich und bildet den Mittelpunkt der auf sie ausgerichteten Stadt.

## Die Gärten
Schloss Aranjuez ist für seine Parkanlage berühmt. Das Wasser bildet durch den direkt am Gebäude vorbeifließenden Tajo das dominante Gestaltungselement. Der Barockpark ist in seinen Grundzügen bis heute erhalten und in verschiedene Bereiche gegliedert: Der Prinzengarten liegt direkt an den Ufern des Flusses, der Inselgarten auf einem künstlich angelegten Eiland. Der Park ist mit dutzenden Brunnenanlagen, Statuen und Blumenrabatten geschmückt. Ein kleiner chinesischer Pavillon stillte das Bedürfnis nach Exotik.
Im Park findet sich auch die Casa del Labrador, ein dreiflügeliges klassizistisches Lustschloss, das bis 1803 für Karl IV. errichtet wurde. Es beherbergt heute eine große Sammlung von Porzellanen und historischen Uhren.

## Wissenswertes
Schloss Aranjuez mit seinen Gärten und der Stadt stehen auf der Liste des UNESCO-Welterbes.
Die berühmte Eingangsszene von Schillers Don Karlos spielt hier.
Die unmittelbar vor dem Schloss den Tajo überquerende, erstmals 1656 eingerichtete Puente de Barcas war die erste der Allgemeinheit zugängliche Brücke in dem ansonsten dem Hof und seinen Bediensteten vorbehaltenen Aranjuez.
Die Schlossanlage regte 1939 den spanischen Komponisten Joaquín Rodrigo zur Komposition seines Concierto de Aranjuez an. Als Rodrigo 1991 von König Juan Carlos I. in den erblichen spanischen Adelsstand erhoben wurde, erhielt er in Anlehnung an seine Komposition den Titel eines Marqués de los Jardines de Aranjuez.

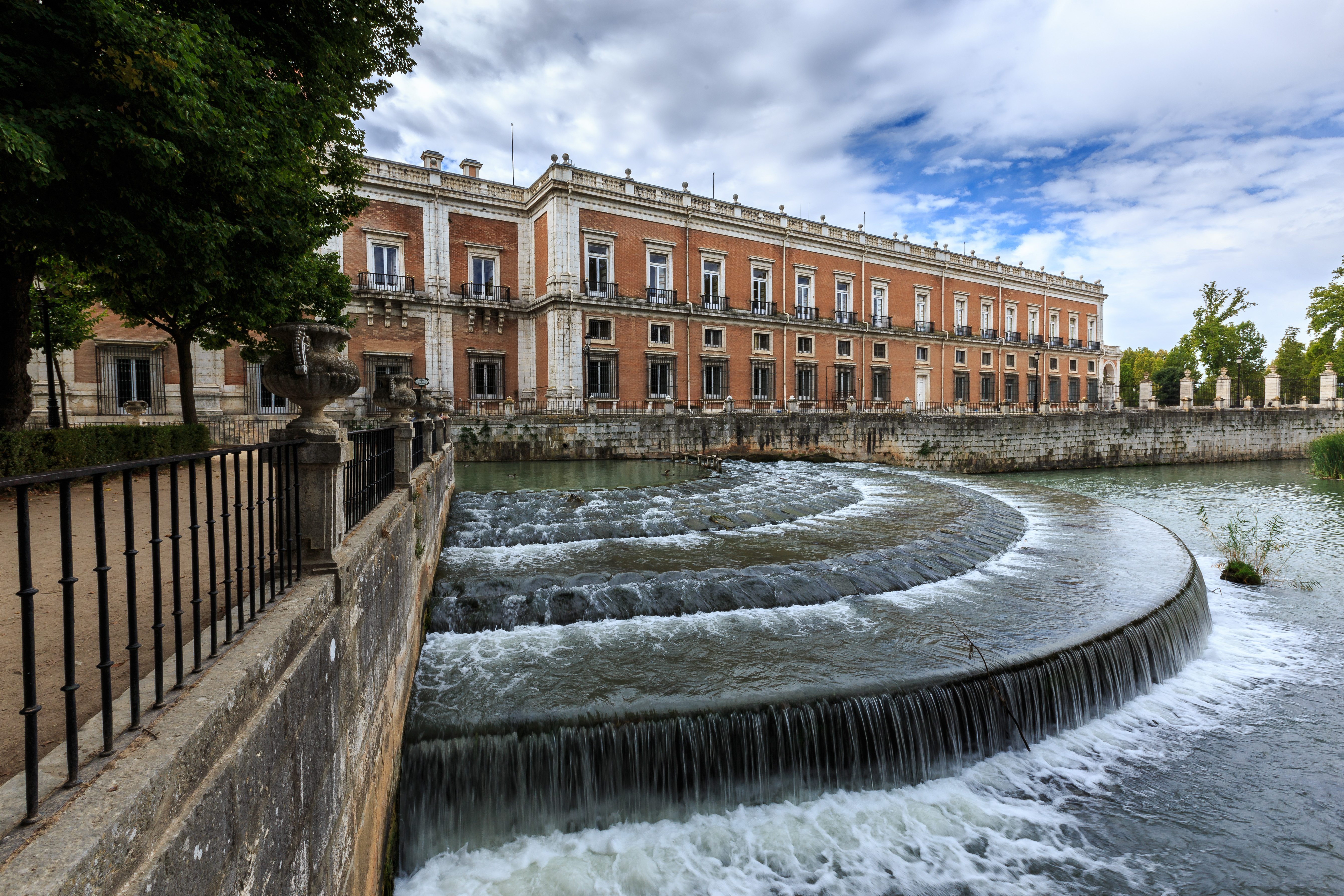
Nordfassade und Wasserkaskade
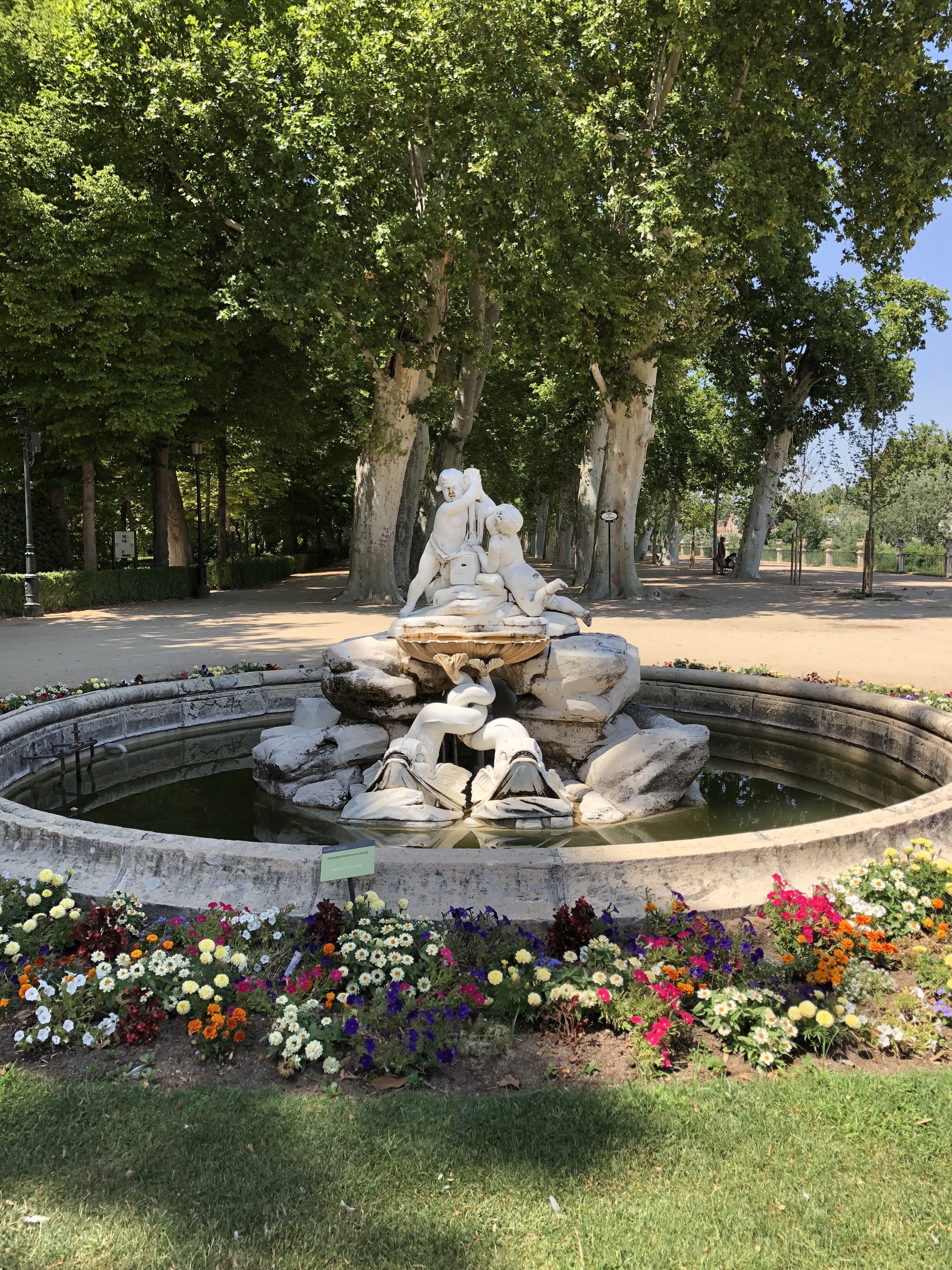
Brunnen in den Gärten des Schlosses
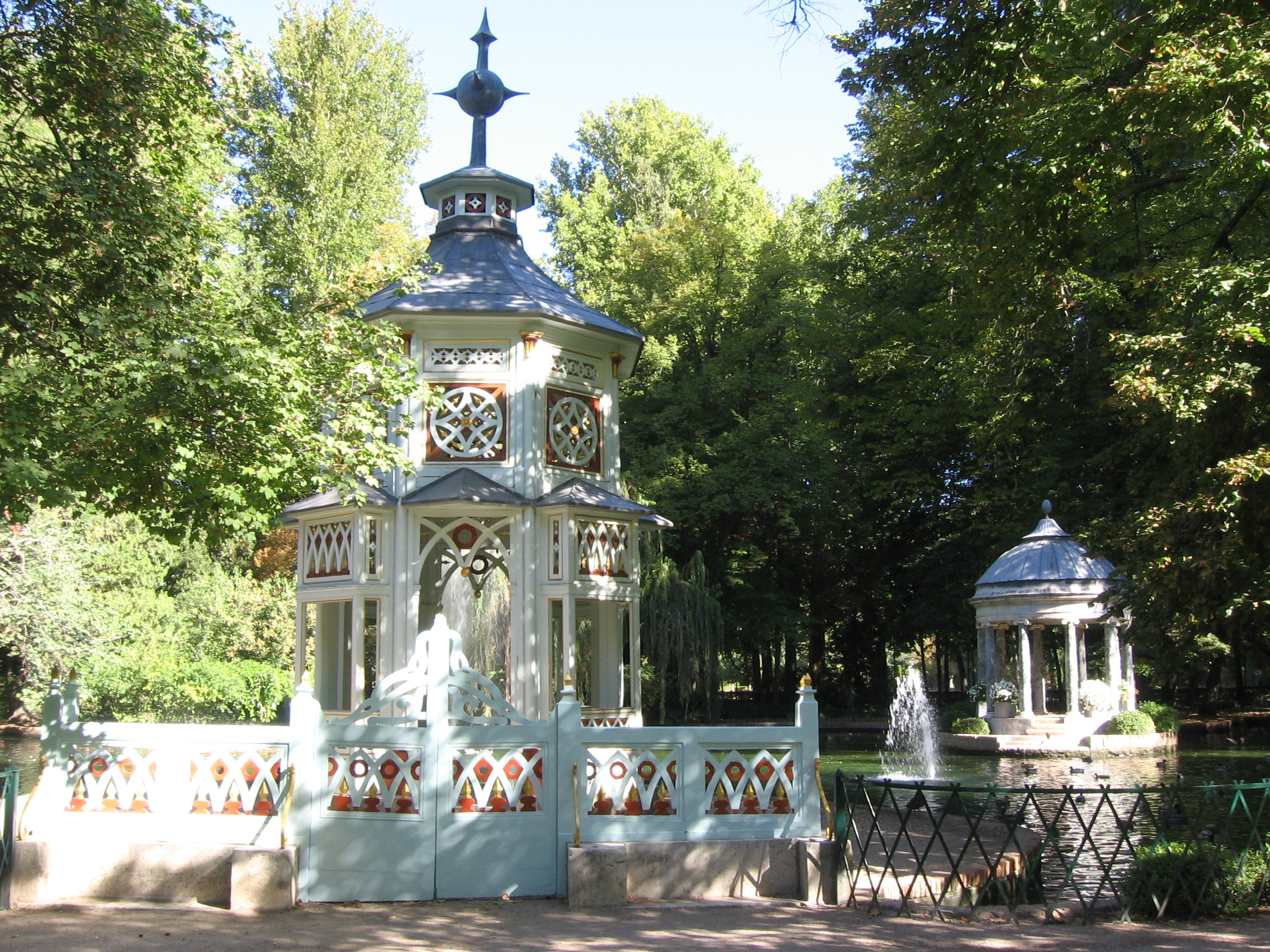
Der chinesische Pavillon im Park
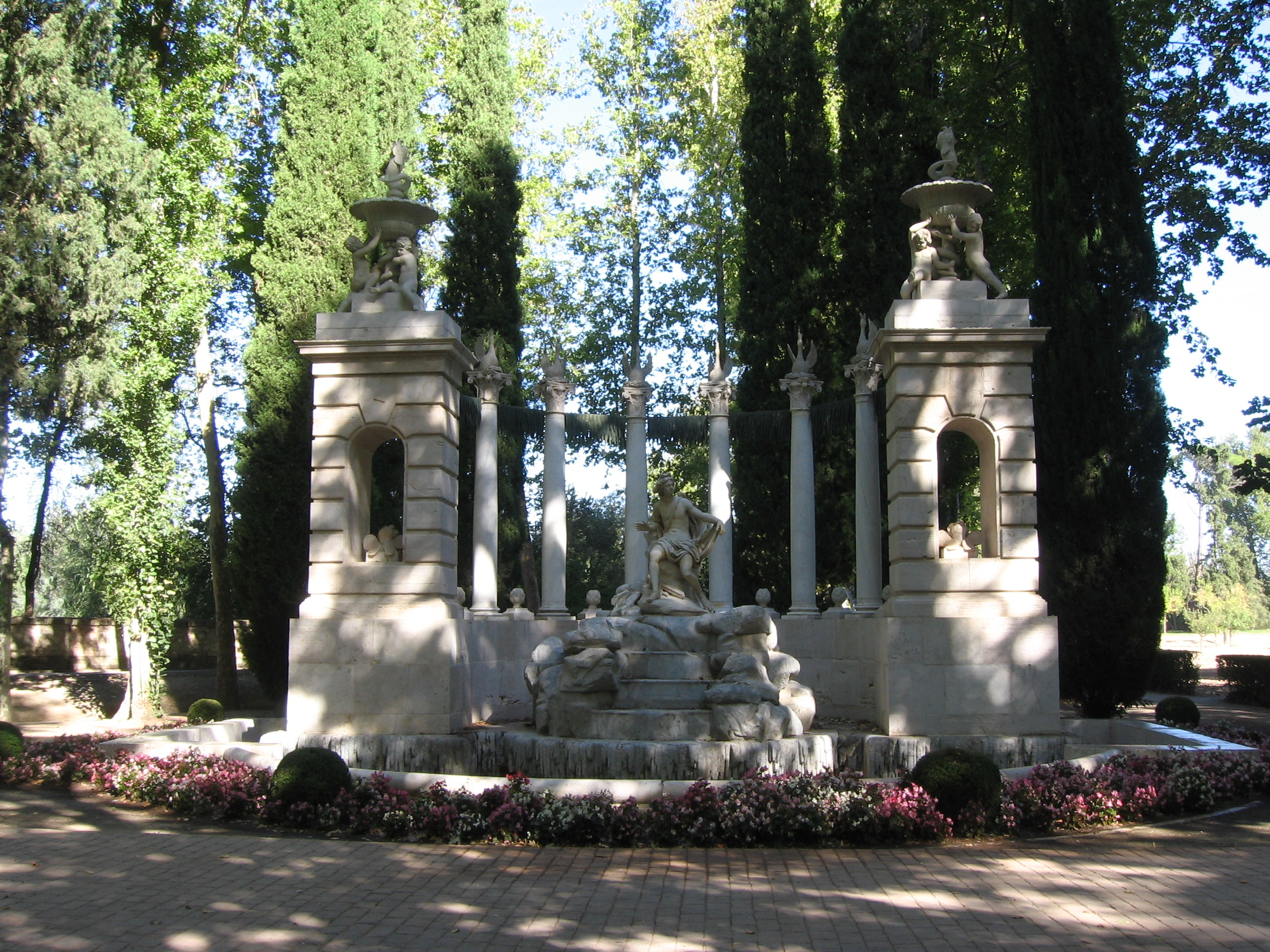
Der Apollobrunnen im Park
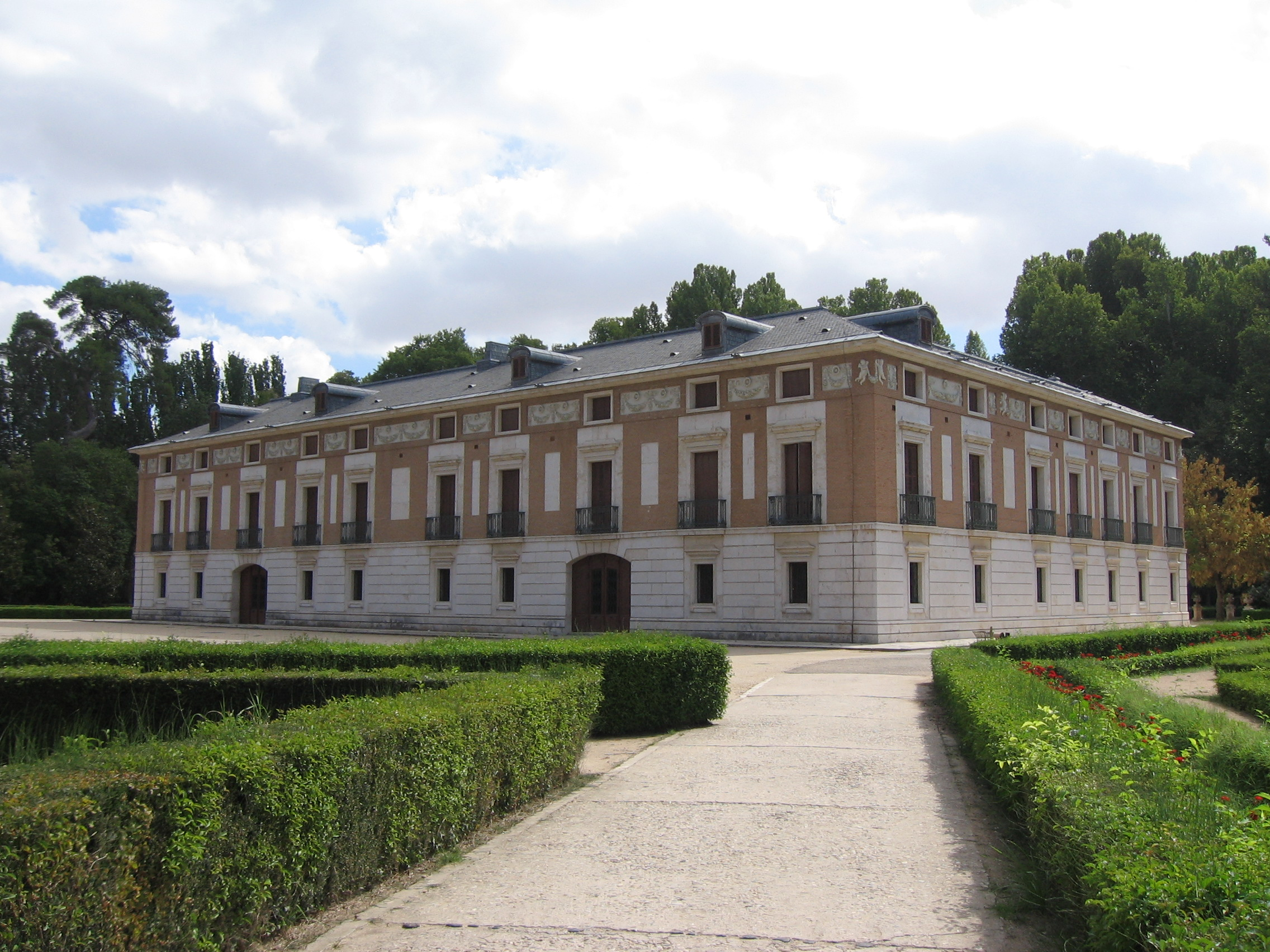
Die Casa del Labrador
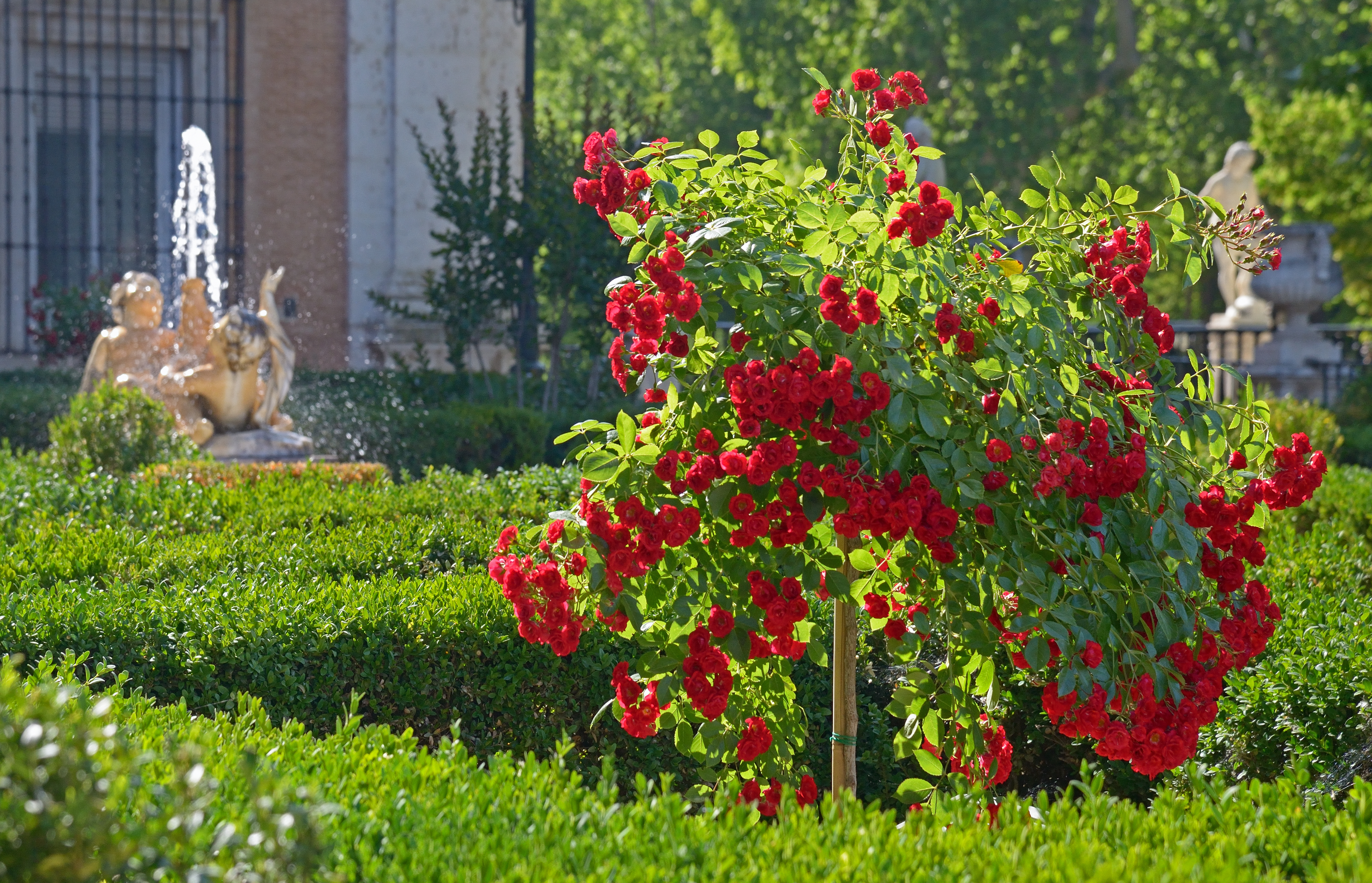
Der Schlosspark